# Gatsby le Magnifique (film, 1974)
Pour les articles homonymes, voir Gatsby le Magnifique (homonymie).
Pour plus de détails, voir Fiche technique et Distribution.
Gatsby le Magnifique (titre original The Great Gatsby) est un drame psychologique américain, inspiré du roman du même nom de F. Scott Fitzgerald (publié en 1925), réalisé par Jack Clayton et sorti en 1974.

## Synopsis
Gatsby le Magnifique (The Great Gatsby) dépeint le tableau de la haute aristocratie américaine en mal de vivre. Après la Première Guerre mondiale, dans les années 1920, les « années folles », l'élégant et mystérieux Jay Gatsby (Robert Redford), millionnaire à la fortune douteuse, est obsédé par la belle Daisy Buchanan (Mia Farrow), un amour de jeunesse qu'il tente de reconquérir. Une superbe et tragique histoire d'amour naît.

## Fiche technique
- Réalisateur : Jack Clayton
- Scénariste : Francis Ford Coppola d'après le roman du même nom de Francis Scott Fitzgerald.
- Producteur : David Merrick
- Musique : Nelson Riddle
- Photographie : Douglas Slocombe
- Costumes : Theoni V. Aldredge
- Effets spéciaux : Tony Parmelee
- Montage : Tom Priestley
- Chef décorateur : John Box
- Durée : 144 minutes
- Sortie :  États-Unis : 26 mars 1974 /  France : 16 octobre 1974

## Distribution
Légende : 1er doublage ; 2e doublage
- Robert Redford (VF : Claude Giraud ; Michel Le Royer) : Jay Gatsby
- Mia Farrow (VF : Brigitte Fossey ; Claire Guyot) : Daisy Buchanan
- Bruce Dern (VF : Michel Paulin ; Yves Rénier) : Tom Buchanan
- Karen Black (VF : Élisabeth Wiener) : Myrtle Wilson
- Sam Waterston (VF : Alain Libolt ; Éric Legrand) : Nick Carraway
- Lois Chiles (VF : Anny Duperey ; Anne Kerylen) : Jordan Baker
- Scott Wilson (VF : Michel Papineschi) : George Wilson
- Patsy Kensit : Pamela Buchanan
- Edward Herrmann : Klipspringer
- Roberts Blossom (VF : Georges Aubert) : M.Gatz
- Howard Da Silva (VF : Roland Ménard) : Meyer Wolfshiem
- Elliott Sullivan (en) (VF : Paul Le Person ; Jean-Jacques Steen) : l'ami de Wilson

## Récompenses
Lors de la 47e cérémonie des Oscars en 1975 :
- Oscar de la meilleure musique de film (meilleure partition de chansons et adaptation musicale) pour Nelson Riddle
- Oscar de la meilleure création de costumes pour Theoni V. Aldredge